# Rue Colonel Bourg
Pour les articles homonymes, voir Bourg.
La rue Colonel Bourg (en néerlandais : Kolonel Bourgstraat) est une rue bruxelloise qui commence sur la commune de Schaerbeek boulevard Auguste Reyers et qui se termine sur la commune d'Evere rue Georges de Lombaerde en passant par l'avenue Jacques Georgin, l'avenue Léon Grosjean et le clos de l'Argilière.
La rue porte le nom d'un Colonel de l’armée belge, Damien Bourg, né au Grand-Duché de Luxembourg à Weicherdange en 1870 et décédé à Ixelles en 1931.

## Adresses notables
à Schaerbeek :

- no 58 : Frêne commun répertorié comme arbre remarquable et classé en date du 29 mars 2007
- no 102 : L'Enclos des fusillés, cimetière classé en date du 12 janvier 1983 (tombes d'Edith Cavell, Philippe Baucq, Gabrielle Petit)

à Evere :

- no 118 : Auto Contrôle Technique (ACT)
- nos 135-139 : Commission européenne
- no 154 : Domicile du Colonel